# Viol collectif
Ne doit pas être confondu avec Viol correctif.
Pour les articles homonymes, voir Viol (homonymie).

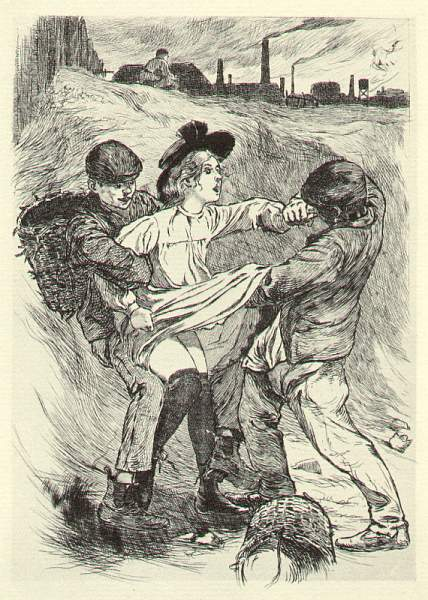
Viol commis par plusieurs personnes. Dessin de Martin van Maele.

Un viol collectif, viol en réunion ou parfois « tournante », est un viol commis par plusieurs personnes agissant comme auteurs ou complices. Lorsqu'il est commis au cours d'un conflit armé, il s'agit de viol de guerre, relevant des crimes de guerre, voire de crimes contre l'humanité lorsqu'ils ont un caractère systématique.

## Droit par pays

### Au Canada
En droit pénal canadien, une agression sexuelle commise avec une autre personne n'entre pas dans l'infraction d'agression sexuelle simple (art. 271 C.cr.) mais est plutôt une infraction aggravée à l'article 272 d) C.cr.ː 

« 272 (1) Commet une infraction quiconque, en commettant une agression sexuelle, selon le cas :

a) porte, utilise ou menace d’utiliser une arme ou une imitation d’arme ;

b) menace d’infliger des lésions corporelles à une autre personne que le plaignant ;

c) inflige des lésions corporelles au plaignant ;

c.1) étouffe, suffoque ou étrangle le plaignant ;

d) participe à l’infraction avec une autre personne. »

À noter qu'il n'existe pas d'infraction de viol mais que les situations factuelles de viol entrent dans les infractions  d'agression sexuelle.

### En France
En droit français, le viol collectif est un viol commis par plusieurs personnes agissant comme auteurs ou complices.
Selon les cas, de multiples circonstances aggravantes sont envisageables : sur personne mineure ou personne vulnérable, en concours avec d'autres viols commis sur d'autres victimes, lorsqu'un mineur était présent et y a assisté.

### En Suisse
L’affaire des viols de Pré-Naville en 1981 à Genève marque un tournant dans le traitement des affaires de viol. Lorella Bertani, juge suppléante auprès du tribunal de Genève, écrit en 2018 dans un article intitulé « Code lourd et drague pénale » que : « pour la première fois on entendait vraiment les victimes et on condamnait les auteurs ».
Dans leur travail sur les réponses données aux violences faites aux femmes dans le canton de Genève, Marta Roca I Escoda et Marylene Lieber affirment que ce procès a été « le premier procès politique en matière de viol soutenu par un comité, largement suivi par le public et amplement couvert par la presse », et que les condamnations ont été « d’une rare sévérité à Genève en matière de viol à l’époque ». L’un des buts de l’association Viol-Secours créée à la suite de cette affaire a été de « faire reconnaître le viol en bande comme une circonstance aggravante ».
Déjà en 1983, la conseillère nationale genevoise socialiste Amélia Christinat dépose une motion « invitant le Conseil fédéral à envisager une modification du Code pénal suisse afin d’introduire la notion de circonstances aggravantes pour les viols commis par les individus agissant en bande ». Les condamnations prononcées dans l’affaire de Pré-Naville ont visé des auteurs individuels, sans que le tribunal ne puisse retenir la circonstance aggravante d’avoir agi en groupe.
Le 1er octobre 1992 entre en vigueur une révision du Code pénal en ce qui concerne les infractions contre l'intégrité sexuelle. Un des points concerne l’introduction d'une circonstance aggravante permettant de punir plus sévèrement les auteurs d'un viol commis en commun par plusieurs personnes.